# Taraxacum glaucanthum
Taraxacum glaucanthum là một loài thực vật có hoa trong họ Cúc. Loài này được (Ledeb.) DC. miêu tả khoa học đầu tiên năm 1838.